# UCI America Tour de 2012-2013
O UCI America Tour 2012-2013 foi a nona edição do calendário ciclístico internacional americano. Iniciou-se a 7 de outubro de 2012 em Trinidad e Tobago, com a carreira Tobago Cycling Classic e finalizou a 7 de setembro de 2013 nos Estados Unidos com a Thompson Bucks County Classic.
Num princípio, a temporada contava com 33 competições, número similar à edição anterior. Posteriormente incluíram-se novas carreiras e outras foram eliminadas, sendo finalmente 29 o número de provas que se realizaram.
O ganhador da classificação individual foi o colombiano Janier Acevedo da equipa Jamis-Hagens Berman. Ainda que não ganhou nenhuma carreira, Acevedo foi muito regular nas competições mais importantes do calendário, como os Tours de Utah e Califórnia onde foi terceiro em ambas, e o USA Pro Challenge onde foi quarto. Segundo foi o também colombiano Óscar Sánchez da equipa amador GW-Shimano. Sánchez ganhou as voltas a Costa Rica e Guatemala e ali obteve quase todos seus pontos. O terceiro lugar foi para o canadiano Ryan Anderson da equipa Optum-Kelly Benefit Strategies. A maior parte dos pontos de Anderson conseguiu-os no Tour de Elk Grove, onde foi segundo e a mesma posição no campeonato do Canadá em estrada.
Por equipas ganhou a UnitedHealthcare dos Estados Unidos, seguido da Optum-Kelly Benefit Strategies. Ambos superaram em pontos ao Funvic Brasilinvest-São José dos Campos nas últimas carreiras do calendário. A equipa brasileira, tinha estado primeiro grande parte da temporada e finalmente foi terceiro.
Colômbia foi o vencedor por países pela quinta temporada consecutiva, e também ganhou a classificação sub-23 por países.

## Carreiras e categorias

### Carreiras não inscritas
Algumas das carreiras que estiveram no calendário anterior, não estiveram no calendário 2012-2013: as voltas Independência Nacional na República Dominicana e as uruguaias Rotas de América e Volta do Uruguai, não foram inscritas ficando fora do circuito.

### Novas carreiras e voltas
O Tour de Alberta e o Tour de Delta (Canadá), Ruta del Centro (México), Volta ao Mundo Maia (Guatemala), foram as novas carreiras no calendário com respeito à edição 2011-2012.

### Carreiras suspendidas ou eliminadas
Onze carreiras que em princípio integravam o calendário saíram do mesmo. Algumas não se disputaram como a Volta ao Chile e a Volta ao México. Outras sim se correram, mas como evento nacional, como Giro do Interior de São Paulo e o Tour de Santa Catarina no Brasil. O seguinte é a listagem dessas carreiras que foram excluídas do calendário.
| 31 de janeiro ao 10 de fevereiro | Volta Ciclista ao Chile         | 2.2 |
| 15 ao 17 de fevereiro            | Volta ao Porto Rico             | 2.2 |
| 10 ao 17 de março                | Volta ao México                 | 2.2 |
| 15 ao 19 de março                | Giro do Interior de São Paulo   | 2.2 |
| 10 ao 14 de abril                | Volta de Gravataí               | 2.2 |
| 14 de abril                      | Tour de Battenkill              | 1.2 |
| 17 ao 21 de abril                | Tour de Santa Catarina          | 2.2 |
| 1 e 2 de junho                   | Clássico Santo António de Padua | 2.2 |
| 29 de maio ao 2 de junho         | Volta do Paraná                 | 2.2 |
| 2 de junho                       | American Cycling Classic        | 1.2 |
| 7 de julho                       | Keystone Open                   | 1.2 |

### Categorias
Nesta edição foram duas as carreiras de máxima categoria (.HC), uma menos que a edição anterior. O Volta a Califórnia e o USA Pro Cycling Challenge, ambas Estados Unidos.
As carreiras que lhe seguiram em nível (.1) foram uma mais que em 2011-2012. Ao Tour de São Luis, o Tour de Utah e o Tour de Elk Grove, somou-se-lhe esta temporada a nova carreira Tour de Alberta no Canadá. O resto das carreiras foram .2 (última categoria). Ademais integraram o calendário a carreira sub-23, Coupe des Nations Ville Saguenay e as carreiras em estrada e contrarrelógio para elite e sub-23 do campeonato panamericano de ciclismo.
| Carreira                  | Categoria |
| ------------------------- | --------- |
| Volta a Califórnia        | 2.hc      |
| USA Pro Cycling Challenge | 2.hc      |

| Carreira          | Categoria |
| ----------------- | --------- |
| Tour de São Luis  | 2.1       |
| Tour de Elk Grove | 2.1       |
| Tour de Utah      | 2.1       |
| Tour de Alberta   | 2.1       |

| Carreira                                               | Categoria |
| ------------------------------------------------------ | --------- |
| Volta à Bolívia                                        | 2.2       |
| Volta ao Sul da Bolívia                                | 2.2       |
| Volta de Ciclismo Internacional do Estado de São Paulo | 2.2       |
| Copa América de Ciclismo                               | 1.2       |
| Tour do Rio                                            | 2.2       |
| Tour de Beauce                                         | 2.2       |
| Tour de Delta                                          | 1.2       |
| Coupe des Nations Ville Saguenay                       | 2.ncup    |
| Volta à Colômbia                                       | 2.2       |
| Volta à Costa Rica                                     | 2.2       |
| Tour de Gila                                           | 2.2       |
| Philadelphia Cycling Classic                           | 1.2       |
| Thompson Bucks County Classic                          | 1.2       |
| Volta ao Mundo Maya                                    | 2.2       |
| Volta à Guatemala                                      | 2.2       |
| Ruta del Centro                                        | 2.2       |
| Tobago Cycling Classic                                 | 1.2       |
| Volta ao Táchira                                       | 2.2       |
| Volta à Venezuela                                      | 2.2       |

Além destas carreiras, alguns campeonatos nacionais de estrada e contrarrelógio também pontuaram para o UCI America Tour. Para isso o principal requisito da União Ciclista Internacional foi que se disputassem na última semana de junho, ainda que se fizeram excepções.
Para esta edição pontuaram os campeonatos nacionais da: Argentina, Aruba, Belize, Bermudas, Brasil, Canadá, Costa Rica, El Salvador, Estados Unidos, Guatemala, México, Panamá, Porto Rico, República Dominicana e Venezuela.

## Equipas
As equipas que podem participar nas diferentes carreiras dependem da categoria das mesmas. A maior nível de uma carreira podem participar equipas a mais nível. As equipas UCI ProTeam, só podem participar das carreiras .HC e .1 mas têm cota limitada e os pontos que conseguem seus ciclistas não vão à classificação.
| Categoria      | Categoria                        | Equipas                                                                                  |
| -------------- | -------------------------------- | ---------------------------------------------------------------------------------------- |
| .HC            | 1.hc (Carreira de um dia)        | ProTeam (max 50%) Profissionais Continentais Continentais Selecções nacionais            |
| .HC            | 2.hc (Carreira de vários dias)   | ProTeam (max 50%) Profissionais Continentais Continentais Selecções nacionais            |
| .1             | 1.1 (Carreira de um dia)         | ProTeam (max 50%) Profissionais Continentais Continentais Selecções nacionais            |
| .1             | 2.1 (Carreira de vários dias)    | ProTeam (max 50%) Profissionais Continentais Continentais Selecções nacionais            |
| .2             | 1.2 (Carreira de um dia)         | Profissionais Continentais Continentais Selecções nacionais Selecções regionais Amadoras |
| .2             | 2.2 (Carreira de vários dias)    | Profissionais Continentais Continentais Selecções nacionais Selecções regionais Amadoras |
| .Ncup (sub-23) | 1.ncup (Carreira de um dia)      | Selecções nacionais Selecções mistas                                                     |
| .Ncup (sub-23) | 2.ncup (Carreira de vários dias) | Selecções nacionais Selecções mistas                                                     |

Para favorecer o convite às equipas mais humildes, a União Ciclista Internacional publicou um "ranking fictício" das equipas Continentais, sobre a base dos pontos obtidos pelos seus ciclistas na temporada anterior. Os organizadores de carreiras .1 e .2 devem obrigatoriamente convidar aos 3 primeiros desse ranking e desta forma podem aceder a um maior número de carreiras. Neste circuito os convidados automaticamente a carreiras de categoria .1 e .2 foram o Funvic Brasilinvest-São José dos Campos, Optum-Kelly Benefit Strategies e EPM-UNE, ainda que a diferença do UCI World Tour as equipas podem recusar dita convite.

## Barómetro de pontuação
Os pontos, nas carreiras por etapas (2.hc, 2.1 e 2.2), outorgam-se à classificação individual final, à cada uma das etapas e ao líder da individual na cada etapa.
Nas carreiras de um dia (1.hc, 1.1 e 1.2), Campeonatos Panamericanos (CC) e campeonatos nacionais que pontuam (que varia dependendo do ranking por equipas do UCI America Tour de 2011-2012), se outorgam à classificação final.
Os pontos repartem-se da seguinte maneira:
| Posição | 2.hc 1.hc CC | 2.1 1.1 | 2.2 1.2 2.ncup CC sub-23 | CRI CC |
| ------- | ------------ | ------- | ------------------------ | ------ |
| 1º      | 100          | 80      | 40                       | 20     |
| 2º      | 70           | 56      | 30                       | 14     |
| 3º      | 40           | 32      | 16                       | 8      |
| 4º      | 30           | 24      | 12                       | 7      |
| 5º      | 25           | 20      | 10                       | 6      |
| 6º      | 20           | 16      | 8                        | 5      |
| 7º      | 15           | 12      | 6                        | 4      |
| 8º      | 10           | 8       | 3                        | 2      |
| 9º      | 9            | 7       |                          |        |
| 10º     | 8            | 6       |                          |        |
| 11º     | 7            | 5       |                          |        |
| 12º     | 6            | 3       |                          |        |
| 13º     | 5            |         |                          |        |
| 14º     | 4            |         |                          |        |
| 15º     | 3            |         |                          |        |

| Posição | 2.hc | 2.1 | 2.2 2.ncup |
| ------- | ---- | --- | ---------- |
| 1º      | 20   | 16  | 8          |
| 2º      | 14   | 11  | 5          |
| 3º      | 8    | 6   | 2          |
| 4º      | 7    | 5   |            |
| 5º      | 6    | 4   |            |
| 6º      | 5    | 2   |            |
| 7º      | 4    |     |            |
| 8º      | 2    |     |            |

| Posição | 2.hc | 2.1 | 2.2 2.ncup |
| ------- | ---- | --- | ---------- |
| 1º      | 10   | 8   | 4          |

## Calendário
Contou com as seguintes provas, tanto por etapas como de um dia.

### Outubro 2012
| Data     | Carreira                                    | Cat. | Ganhador        | Equipa do ganhador     |
| -------- | ------------------------------------------- | ---- | --------------- | ---------------------- |
| 7        | Tobago Cycling Classic                      | 1.2  | Darren Matthews | Team Coco'S            |
| 14 ao 21 | Tour do Brasil/Volta do Estado de São Paulo | 2.2  | Magno Nazaret   | Funvic-Pindamonhangaba |

### Novembro 2012
| Data     | Carreira            | Cat. | Ganhador      | Equipa do ganhador |
| -------- | ------------------- | ---- | ------------- | ------------------ |
| 2 ao 11  | Volta à Bolívia     | 2.2  | Maky Román    | Loteria do Táchira |
| 18 ao 25 | Volta ao Mundo Maia | 2.2  | Giovanni Báez | EPM-UNE            |

### Dezembro 2012
| Data     | Carreira           | Cat. | Ganhador      | Equipa do ganhador |
| -------- | ------------------ | ---- | ------------- | ------------------ |
| 17 ao 29 | Volta à Costa Rica | 2.2  | Óscar Sánchez | GW-Shimano         |

### Janeiro 2013
| Data     | Carreira                 | Cat. | Ganhador           | Equipa do ganhador     |
| -------- | ------------------------ | ---- | ------------------ | ---------------------- |
| 6        | Copa América de Ciclismo | 1.2  | Francisco Chamorro | Funvic-Pindamonhangaba |
| 11 ao 20 | Volta ao Táchira         | 2.2  | Yeisson Delgado    | Kino Táchira-Drodínica |
| 21 ao 27 | Tour de São Luis         | 2.1  | Daniel Díaz        | San Luis Somos Todos   |

### Abril 2013
| Data     | Carreira          | Cat. | Ganhador      | Equipa do ganhador |
| -------- | ----------------- | ---- | ------------- | ------------------ |
| 21 ao 28 | Volta à Guatemala | 2.2  | Óscar Sánchez | GW-Shimano         |

### Maio 2013
| Data     | Carreira                                      | Cat. | Ganhador            | Equipa do ganhador   |
| -------- | --------------------------------------------- | ---- | ------------------- | -------------------- |
| 1 ao 5   | Tour de Gila                                  | 2.2  | Philip Deignan      | UnitedHealthcare     |
| 2        | Campeonato Panamericano Contrarrelógio Sub-23 | CC   | José Luis Rodríguez | Selecção do Chile    |
| 2        | Campeonato Panamericano Contrarrelógio Elite  | CC   | Carlos Oyarzún      | Selecção do Chile    |
| 5        | Campeonato Panamericano em Estrada Sub-23     | CC   | Richard Carapaz     | Selecção do Equador  |
| 5        | Campeonato Panamericano em Estrada Elite      | CC   | Jonathan Paredes    | Selecção da Colômbia |
| 12 ao 19 | Volta a Califórnia                            | 2.hc | Tejay Van Garderen  | BMC Racing           |

### Junho 2013
| Data     | Carreira                         | Cat.   | Ganhador      | Equipa do ganhador  |
| -------- | -------------------------------- | ------ | ------------- | ------------------- |
| 2        | Philadelphia Cycling Classic     | 1.2    | Kiel Reijnen  | UnitedHealthcare    |
| 7 ao 9   | Coupe des Nations Ville Saguenay | 2.ncup | Sondre Enger  | Selecção da Noruega |
| 9 ao 23  | Volta à Colômbia                 | 2.2    | Óscar Sevilla | EPM-UNE             |
| 11 ao 16 | Tour de Beauce                   | 2.2    | Nathan Brown  | Bontrager           |

### Julho 2013
| Data     | Carreira          | Cat. | Ganhador          | Equipa do ganhador           |
| -------- | ----------------- | ---- | ----------------- | ---------------------------- |
| 7        | Tour de Delta     | 1.2  | Steve Fisher      | Hagens Berman                |
| 19 ao 28 | Volta à Venezuela | 2.2  | Carlos José Ochoa | Androni Giocattoli-Venezuela |

### Agosto 2013
| Data     | Carreira                  | Cat. | Ganhador              | Equipa do ganhador    |
| -------- | ------------------------- | ---- | --------------------- | --------------------- |
| 2 ao 4   | Tour de Elk Grove         | 2.1  | Elia Viviani          | Cannondale            |
| 6 ao 11  | Tour de Utah              | 2.1  | Tom Danielson         | Garmin-Sharp          |
| 6 ao 11  | Ruta del Centro           | 2.2  | Víctor García Estévez | Depredadores          |
| 14 ao 18 | Volta ao Sul da Bolívia   | 2.2  | Óscar Soliz           | Movistar Team América |
| 19 ao 25 | USA Pro Cycling Challenge | 2.hc | Tejay Van Garderen    | BMC Racing            |
| 28 ao 1  | Tour do Rio               | 2.2  | Óscar Sevilla         | EPM-UNE               |

### Setembro 2013
| Data   | Carreira             | Cat. | Ganhador     | Equipa do ganhador |
| ------ | -------------------- | ---- | ------------ | ------------------ |
| 3 ao 8 | Tour de Alberta      | 2.1  | Rohan Dennis | Garmin-Sharp       |
| 7      | Bucks County Classic | 1.2  | Kiel Reijnen | UnitedHealthcare   |

## Classificações finais
- As classificações finalizaram da seguinte forma:[7]

### Individual
Integram-na todos os ciclistas que consigam pontos podendo pertencer tanto a equipas amadoras como profissionais, excepto os ciclistas de equipas UCI ProTeam.
- Nota: Total de corredores com pontuação: 369

1. 1 2 3 4 5 6 7 8 9  Sem equipa profissional.

1. ↑  Corredores menores de 23 anos.

### Equipas
Apenas reservada para equipas profissionais de categoria Profissional Continental (2ª categoria) e Continental (3ª categoria), ficando excluídos tanto os UCI ProTeam como os amadores. Se confecciona com a somatória de pontos que obtenha uma equipa com os seus 8 melhores corredores na classificação individual. A classificação também a integram equipas que não estejam registados no continente.
- Nota: Total de equipas com pontuação: 38

### Países
Se confecciona mediante os pontos dos 10 melhores ciclistas de um país, não só os que consigam neste Circuito Continental, sina também os conseguidos em todos os circuitos. E inclusive se um corredor de um país deste circuito , só consegue pontos em outro circuito (Europa, Ásia, Africa, Oceania), seus pontos van a esta classificação. Ao igual que na classificação individual, os ciclistas podem pertencer tanto a equipas amadoras como profissionais, excepto os ciclistas de equipas UCI ProTeam.
- Nota: Total de países com pontuação: 24

### Países sub-23
| Posição | País           | Pontos |
| ------- | -------------- | ------ |
| 1º      | Colômbia       | 330,67 |
| 2º      | Estados Unidos | 266    |
| 3º      | Equador        | 90     |
| 4º      | Guatemala      | 72     |
| 5º      | Argentina      | 58     |
| 6º      | El Salvador    | 57     |
| 7º      | México         | 53     |
| 8º      | Brasil         | 48     |
| 9º      | Panamá         | 43     |
| 10º     | Barbados       | 40     |

- Nota: Total de países com pontuação: 19

## Progresso das classificações
| Data                    | Classificação individual | Classificação por equipas               | Classificação por países | Classificação por países sub-23 |
| ----------------------- | ------------------------ | --------------------------------------- | ------------------------ | ------------------------------- |
| 25 de outubro de 2012   | Magno Nazaret            | -                                       | Brasil                   | Barbados                        |
| 25 de novembro de 2012  | Magno Nazaret            | -                                       | Colômbia                 | Barbados                        |
| 25 de dezembro de 2012  | Magno Nazaret            | -                                       | Colômbia                 | Barbados                        |
| 25 de janeiro de 2013   | Óscar Sánchez            | Funvic Brasilinvest-São José dos Campos | Colômbia                 | Barbados                        |
| 25 de fevereiro de 2013 | Daniel Díaz              | Funvic Brasilinvest-São José dos Campos | Colômbia                 | Barbados                        |
| 25 de março de 2012     | Daniel Díaz              | Funvic Brasilinvest-São José dos Campos | Colômbia                 | Barbados                        |
| 25 de abril de 2013     | Daniel Díaz              | Funvic Brasilinvest-São José dos Campos | Colômbia                 | Estados Unidos                  |
| 25 de maio de 2013      | Óscar Sánchez            | Funvic Brasilinvest-São José dos Campos | Colômbia                 | Colômbia                        |
| 25 de junho de 2013     | Óscar Sánchez            | Funvic Brasilinvest-São José dos Campos | Colômbia                 | Colômbia                        |
| 25 de julho de 2013     | Óscar Sánchez            | Funvic Brasilinvest-São José dos Campos | Colômbia                 | Colômbia                        |
| 15 de agosto de 2013    | Janier Acevedo           | UnitedHealthcare                        | Colômbia                 | Colômbia                        |
| 25 de agosto de 2013    | Janier Acevedo           | UnitedHealthcare                        | Colômbia                 | Colômbia                        |
| 30 de setembro de 2013  | Janier Acevedo           | UnitedHealthcare                        | Colômbia                 | Colômbia                        |
| Final                   | Janier Acevedo           | UnitedHealthcare                        | Colômbia                 | Colômbia                        |